# هارر پانک
هارر پانک (انگلیسی: Horror punk) یک ژانر موسیقی است که پانک راک و آهنگ‌های دو-وپ و راکابیلی تحت تأثیر دهه ۱۹۵۰ را با تصاویر و اشعار بیمارگونه و خشن که اغلب تحت تأثیر فیلم‌های ترسناک و فیلم‌های علمی-تخیلی درجه ب هستند، ترکیب می‌کند. این ژانر توسط میسفیتس در اواخر دهه ۱۹۷۰ و اوایل دهه ۱۹۸۰ پیشگام شد.